# Língua atlante
A Língua Atlante é uma língua artificial criada por Marc Okrand para o filme Atlantis: The Lost Empire da Disney.
Os roteiristas esperavam que o idioma fosse uma possível "língua mãe" e Okrand o desenvolveu para incluir uma vasta quantidade de palavras indo-europeias em sua gramática, o que as vezes é descrita como altamente aglutinante, inspirada pelo sumério e línguas norte-americanas.

## Criação

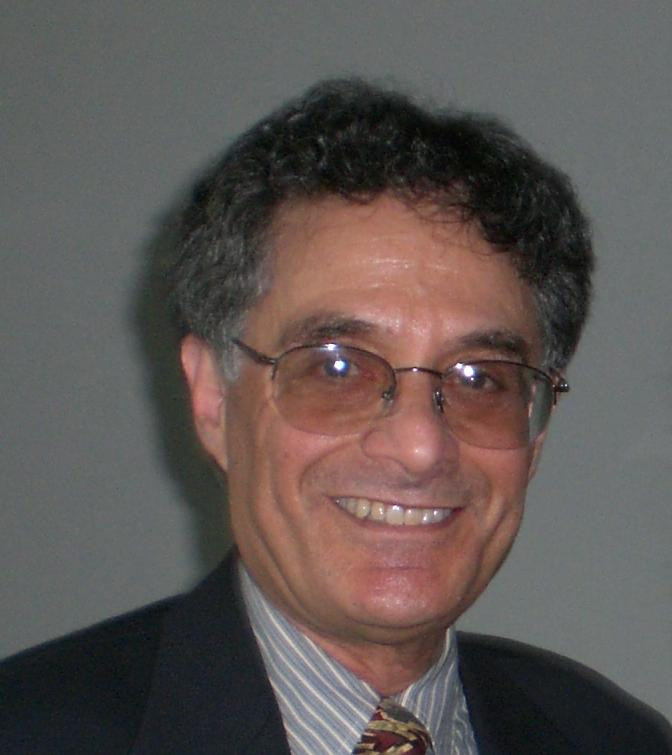
Marc Okrand foi contratado pela Disney para criar a Língua Atlante.

A Língua Atlante (Dig Adlantisag) é uma linguagem artística historicamente construída, criada por Marc Okrand para o filme de 2001 Atlantis: The Lost Empire da Disney e mídias associadas. A Língua Atlante é então baseada tanto em reconstruções históricas quanto no mythos de fantasia/ficção científica elaborado em Atlantis: The Lost Empire. Os princípios ficcionais na qual a Língua Atlante foi construída são: Atlante é a “linguagem Torre de Babel”, o ”dialeto raiz” da qual todos os idiomas descendem; ela tem existido sem mudança desde por volta de 100,000 A.C, desde a Primeira ou Segunda Era de Altlantis até atualmente.
Para conseguir isso, Dr. Okrand procurou por características em comum entre vários idiomas ao redor do mundo e também foi altamente inspirado pela Língua protoindo-europeia. Sua fonte principal de palavras (raízes e caules) para a linguagem são do Protoindo-Europeu, mas Okrand também combina com o Hebraico Bíblico, e linguagens indo-europeias posteriores tais como Latim e Grego e uma variedade de outras linguagens antigas conhecidas ou reconstruídas.

## Sistemas de escrita
Atlante tem seu próprio alfabeto criado expressamente para o filme por John Emerson com a ajuda de Marc Okrand, sendo inspirado por alfabetos antigos, sendo o Semítico o mais notável. Existem, entretanto, tipos diferentes de transliteração para o Alfabeto latino.

### Alfabeto Atlante

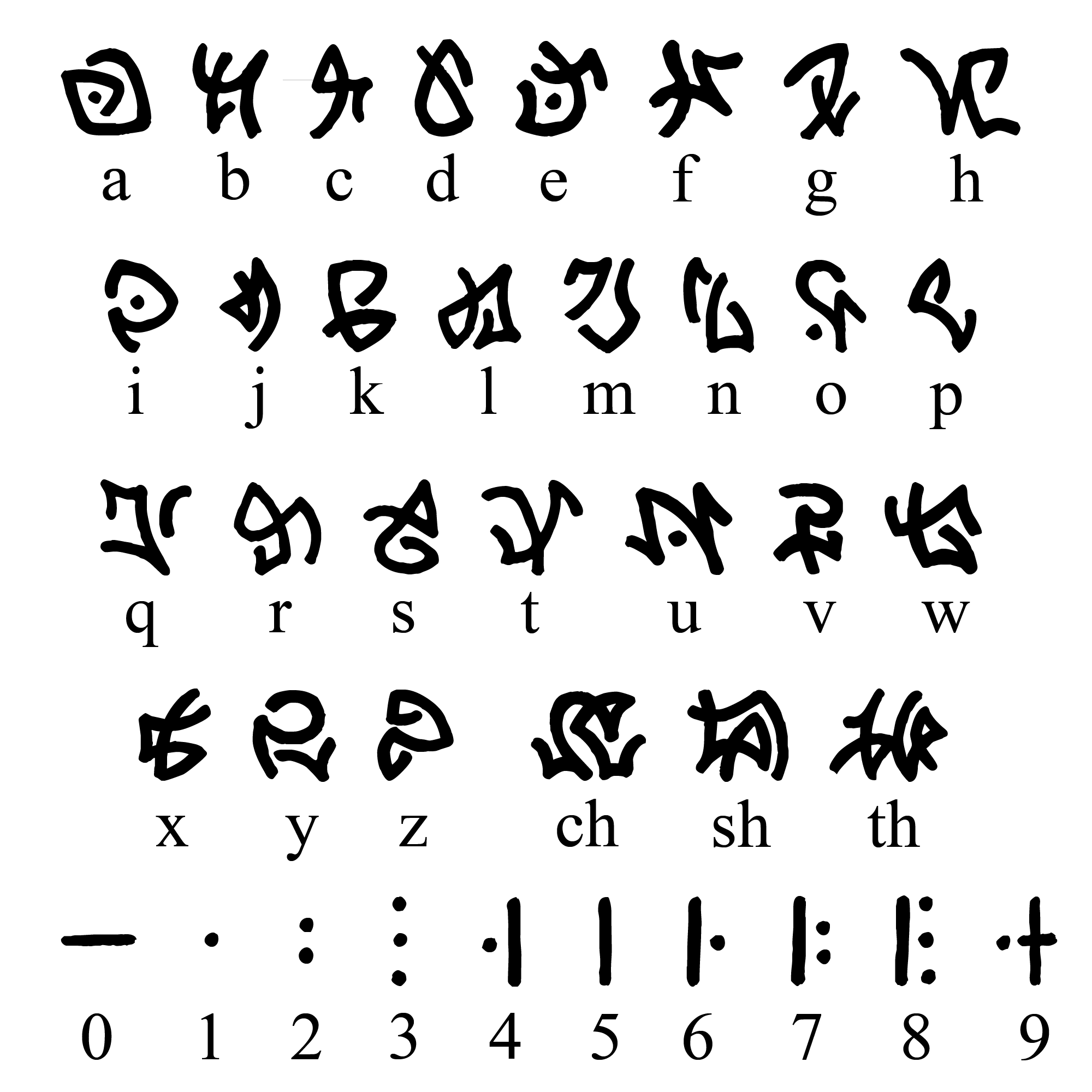
O alfabeto e numerais Atlante

Não há pontuação ou letra maiúscula no Sistema de Escrita Atlante nativo. Okrand usou como base sistemas antigos de escrita. O Alfabeto Atlante é normalmente em Bustrofédon, o que quer dizer que é escrito da esquerda à direita na primeira linha, direita à esquerda na segunda e esquerda à direita de novo na terceira, continuando o padrão. Essa ordem também foi sugerida por Okrand, baseada em sistemas antigos de escrita e foi aceita pois, como explicou, "É um movimento de trás para frente, tipo o fluxo da água, então funcionou."
O alfabeto Atlante incluí mais letras do que de fato são usadas no idioma. Essas letras, c, f, j, q, v, x, z, ch ou th, foram criadas para que o Atlante possa ser usado como um código simples de cifra para propósitos promocionais. Elas também são baseadas em diversas letras antigas, tal como o resto do alfabeto.

### Alfabeto Romano
Aparte do alfabeto Atlante criado para o filme, a linguagem pode ser transcrita usando o alfabeto Romano. Aqui estão duas versões:
1. Transcrição Padrão,[6] como a linguagem é transliterada por Marc Okrand.
2. Alfabeto do Leitor,[6][7] uma notação do estilo Berlitz planejada por Okrand, qual ele esperava facilitar a leitura dos atores.

Exemplo:
1. Nishentop Adlantisag, kelobtem Gabrin karoklimik bet gim demottem net getunosentem bernotlimik bet kagib lewidyoh.
2. NEE-shen-toap AHD-luhn-tih-suhg, KEH-loab-tem GAHB-rihn KAH-roak-lih-mihk bet gihm DEH-moat-tem net GEH-tuh-noh-sen-tem behr-NOAT-lih-mihk bet KAH-gihb LEH-wihd-yoakh.

Esta sentença, por exemplo, pode ser quebrada como:
Nishentop Adlantisag, kelobtem Gabrin karoklimik bet gim demottem net getunosentem bernotlimik bet kagib lewidyoh.
spirit-pl-voc Atlantis-gen, chamber-obl 2nd.pl.fam-gen defile-pperf-1st.sg for and land-obl into intruder-pl-obl bring-pperf-1st.sg for 1st.sg-dat forgive-imp-pl
"Spirits of Atlantis, forgive me for defiling your chamber and bringing intruders into the land."
"Espíritos de Atlantis, perdoem-me por profanar sua câmara ao trazer intrusos à ilha."
E adiante está uma tabela que mostra as correspondências entre os modos diferentes de transcrição com valores prováveis do AFI.
| Transcrição Padrão | a      | b   | g   | d   | e      | w   | h   | i      | y   | k   | l   | m   | u      | n   | o      | p   | r      | s   | sh  | t   |
| Alfabeto do Leitor | ah, uh | b   | g   | d   | eh, e  | w   | kh  | ee, ih | y   | k   | l   | m   | oo, u  | n   | oa, oh | p   | r      | s   | sh  | t   |
| AFI                | [ɑ, ə] | [b] | [g] | [d] | [e, ɛ] | [w] | [x] | [i, ɪ] | [j] | [k] | [l] | [m] | [u, ʊ] | [n] | [o, ɔ] | [p] | [r, ɾ] | [s] | [ʃ] | [t] |

### Numerais
John Emerson, Marc Okrand e os cineastas também criaram numerais de 0 à 9. Entretanto,  são empilhados horizontalmente e levam valores de 1, 20 e 400. Seus componentes são baseados nos Numerais maia e internalmente compostos para a fonte (exemplo acima) tais como a Numeração romana. Se usado de acordo com as direções do, agora offline, site oficial, ficam de forma alternada, tais como os Algarismos indo-arábicos.
| Numeral | Atlante   | Português |
| ------- | --------- | --------- |
| 1       | din       | um        |
| 2       | dut       | dois      |
| 3       | sey       | três      |
| 4       | kut       | quatro    |
| 5       | sha       | cinco     |
| 6       | luk       | seis      |
| 7       | tos       | sete      |
| 8       | ya        | oito      |
| 9       | nit       | nove      |
| 10      | ehep      | dez       |
| 30      | sey dehep | trinta    |

#### Sufixos numéricos
Ordinais são formados adicionando o sufixo - (d)lag: sey 'três, seydlag 'terceiro'. O d é omitido se a raiz acaba com um consoante obstruente ou nasal: dut 'dois, dutlag 'segundo'. Frações são formadas com o sufixo -(d)lop: kut 'quatro', kutlop 'quarto', sha 'cinco', shadlop 'quinto (parte)'. E finalmente, distributivos são formados com o sufixo noh: din 'um', dinnoh 'um por vez, um para cada'.

## Fonologia

### Consoantes
|             | Bilabial | Alveolar | Alveolo- palatal | Palatal | Velar | Labiovelar |
| Plosiva     | p b      | t d      |                  |         | k ɡ   |            |
| Nasal       | m        | n        |                  |         |       |            |
| Fricativa   |          | s        | ʃ                |         | x     |            |
| Aproximante |          |          |                  | j       |       | w          |
| Vibrante    |          | r        |                  |         |       |            |
| Lateral     |          | l        |                  |         |       |            |

Onde os símbolos ocorrem em pares, o da esquerda representa o consoante mudo e o da direita representa o consoante falado.

### Vogais
O inventário fonético Atlante inclui um sistema de vogais com os cinco fonemas acima. Muitas vogais tem duas realizações alofônicas proeminentes, dependendo de se ocorrem numa sílaba tônica ou átona.
|       | Anterior | Anterior | Central | Central | Posterior | Posterior |
| Tensa | Relax    | Tensa    | Relax   | Tensa   | Relax     |           |
| Alta  | i        | ɪ        |         |         | u         | ʊ         |
| Semi  | e        | ɛ        |         |         | o         | ɔ         |
| Baixa |          |          | a       | ə       |           |           |

Os vogais em sílabas tônicas tendem a serem tensos. De forma parecida, as átonas tendem a serem mais relaxadas. Também, por exemplo, /i/ é visto respectivamente como [i] ou [ɪ] em sílabas tônicas ou átonas. Da mesma forma, /e/ é visto como [e] ou [ɛ] e etc. Tem três ditongos: ay, ey, oy.
Além do sistema de vogais baseado em sílabas tônicas, o único outro exemplo de um fenômeno fonológico proeminente parece ser um tipo especial de sandhi ocorrente nos verbos, quando o pronome é combinado com um marcador de aspecto.
Quando o sufixo para a primeira pessoa do singular -ik combina com tensos que utilizam -i, -o (tensão do Passado e Futuro), se torna -mik.

bernot-o-ik → bernot-o-mik
Mas quando combinado com sufixos que apresentam -e (tensão do Presente), o mesmo sufixo se torna -kik.
bernot-e-ik → bernot-e-kik

## Gramática
Atlante tem uma ordem Sujeito-Objeto-Verbo bem estrita e sem desvios permitidos. Adjetivos e verbos no caso genitivo seguem os verbos que eles modificam. Adposições apenas aparecem na forma de posposições, verbos modais seguem os verbos que eles modificam e subsequentemente pegam todos os sufixos pessoais e aspectuais. Entretanto, advérbios precedem verbos. A linguagem incluí o uso de uma partícula interrogativa para formar questões, sem variação na ordem das palavras.
Algumas sentenças parecem utilizar alguns tipos de partículas, as vezes chamadas de "conectores de sentença". Essas partículas tem um significado obscuro, mas é teorizado que tem relação com duas cláusulas numa maneira lógica, mas ainda assim idiomática.
O significado exato e o uso dessas partículas não são conhecidos, mas sem elas é difícil reconciliar as sentenças com suas traduções.
Exemplo:
Wiltem neb gamosetot deg duweren tirid.
city-acc dem see-pres-3rd.sg part outsider-pl all.
No outsiders may see the city and live. But literally: "He sees the city particle all outsiders."
Nenhum estrangeiro pode ver a cidade e viver. Mas literalmente: "Ele vê a cidade partícula todos os estrangeiros."
No exemplo acima não há menção real das consequências para os estrangeiros, mas ainda assim a legenda do filme a traduz como um aviso, mesmo sem mencionar a questão de sobrevivência ou morte. Uma possibilidade é que, com o objetivo de equalizar o movimento labial dos personagens com o tempo do diálogo, a linguagem teve que ser encurtada, as vezes deixando de fora partes chave da sentença. É sabido que os trechos em Atlante no filme foram posteriormente redublados.
Outro exemplo:
Tab.top, lud.en neb.et kwam gesu bog.e.kem deg yasek.en gesu.go.ntoh.
father-voc, person-pl dem-pl neg help be.able-pres-1st.sg part noble-pl
Father, these people may be able to help us. But literally: "Oh Father, we cannot help these people particle they will help the nobles."
Pai, talvez essas pessoas possam nos ajudar. Mas literalmente: "Oh Pai, nós não podemos ajudar essas pessoas partícula elas vão ajudar os nobres."
Neste exemplo, parece que as sentenças estão conectadas de forma melhor e a partícula é processada como quase "mas, ainda assim". Entretanto, é difícil reconciliá-las.

### Substantivos
Atlante tem sete casos para substantivos, apenas cinco para pronomes e dois números.

#### Casos gramaticais
| Nome         | Sufixo     | Exemplo | Português                        |
| ------------ | ---------- | ------- | -------------------------------- |
| Nominativo   | sem sufixo | yob     | o cristal (objeto).              |
| Acusativo    | -tem       | yobtem  | o cristal (objeto).              |
| Genitivo     | -ag        | yobag   | do cristal.                      |
| Vocativo     | -top       | Yobtop  | O Cristal!                       |
| Instrumental | -esh       | yobesh  | Usando o cristal.                |
| Essivo       | -kup       | yobkup  | (como, composto de, ser) cristal |
| Dativo       | -nuh       | yobnuh  | (para, à, em nome de) cristal    |

#### Outros sufixos
| Função Gramatical | Sufixo | Exemplo | Português        |
| ----------------- | ------ | ------- | ---------------- |
| Plural            | -en    | yoben   | cristais         |
| Argumentativo     | -mok   | Yobmok  | O Grande Cristal |

Substantivos são marcados como plural com o sufixo -en. Sufixos causais nunca precedem o -en de plural. -Mok ocorre depois deles.

### Pronomes
| Pessoa | Número   | Familiaridade | Pronome Independente | Sufixo | Português            |
| ------ | -------- | ------------- | -------------------- | ------ | -------------------- |
| 1º     | Singular | –             | kag                  | -ik    | Eu                   |
| 2º     | Singular | –             | moh                  | -en    | Yu                   |
| 3º     | Singular | –             | tug tuh tok          | -ot    | Ele/Ela/Isso         |
| 1º     | Plural   | –             | gwis                 | -kem   | Nós                  |
| 2º     | Plural   | Desconhecido  | gebr                 | -eh    | Vocês (desconhecido) |
| 2º     | Plural   | Familiar      | gabr                 | -eh    | Vocês (familiar)     |
| 3º     | Plural   | –             | sob                  | -toh   | Eles                 |

Tem cinco casos para pronomes.

#### Casos gramaticais
| Nome         | Sufixo     | Exemplo | Português                                        |
| ------------ | ---------- | ------- | ------------------------------------------------ |
| Nominativo   | sem sufixo | kag     | Eu                                               |
| Acusativo    | -it        | kagit   | eu, quem foi (enviado), etc.                     |
| Dative       | -ib        | kagib   | (para) mim                                       |
| Genitivo     | -in        | kagin   | meu (meu coração, karod kagin)                   |
| Instrumental | -is        | kagis   | de qualquer forma, com me (usando), via eu, etc. |

### Verbos
Verbos são flexionados com dois sufixos, um como tenso/aspecto e o próximo para pessoa/número.

#### Sufixos de Tenso/aspecto
| Nome                 | Sufixo | Exemplo       | Português                  | Outros exemplos       | Português                      |
| -------------------- | ------ | ------------- | -------------------------- | --------------------- | ------------------------------ |
| Presente Simples     | -e     | bernot.e.kik  | Eu trago                   | sapoh.e.kik           | Eu vejo                        |
| Presente Perfeito    | -le    | bernot.le.kik | Eu trouxe                  |                       |                                |
| Presente Obrigatório | -se    | bernot.se.kik | Eu sou obrigado a trazer   | kaber.se.kem          | nós somos obrigados a avisar   |
| Passado Simples      | -i     | bernot.i.mik  | Eu trouxe                  | es.i.mot, sapoh.i.mik | isso foi, eu vi                |
| Passado Imediato     | -ib    | bernot.ib.mik | Eu acabei de trazer        |                       |                                |
| Passado Perfeito     | -li    | bernot.li.mik | Eu trouxe                  |                       |                                |
| Futuro Simples       | -o     | bernot.o.mik  | Eu trarei                  | komtib.o.nen          | você encontrará                |
| Futuro Possível      | -go    | bernot.go.mik | Talvez eu traga            | gesu.go.ntoh          | eles podem ajudar              |
| Futuro Perfeito      | -lo    | bernot.lo.mik | Eu trarei                  | komtib.lo.nen         | você encontrará                |
| Futuro Obrigatório   | -so    | bernot.so.mik | Eu serei obrigado a trazer | komtib.so.nen         | você será obrigado a encontrar |

#### Sufixos de Humor e Voz
| Nome                         | Sufixo     | Exemplo                          | Português                                            |
| ---------------------------- | ---------- | -------------------------------- | ---------------------------------------------------- |
| Singular de Humor Imperativo | sem sufixo | bernot!, nageb!                  | traga!, entre!                                       |
| Plural de Humor Imperativo   | -yoh       | bernot.yoh!, nageb.yoh!          | (todos vocês) tragam!, (todos vocês) entram!         |
| Voz Passiva                  | -esh       | pag.esh.e.nen, bernot.esh.ib.mik | você está agradecido (obrigado), Eu acabei de trazer |
| Infinitivo                   | -e         | bernot.e, wegen.e, gamos.e       | para trazer, para viajar, para ver                   |